# Rome (Maine)
Rome ist eine Town im Kennebec County des Bundesstaats Maine in den Vereinigten Staaten. Im Jahr 2020 lebten dort 1148 Einwohner in 1013 Haushalten auf einer Fläche von 123,83 km².

## Geografie
Nach dem United States Census Bureau hat Rome eine Gesamtfläche von 82,15 km², von denen 65,81 km² Land sind und 16,34 km² aus Gewässern bestehen.

### Geografische Lage
Rome liegt im Nordwesten des Kennebec Countys, nordwestlich grenzt das Franklin County und im Norden das Somerset County an. Mehrere große Seen liegen auf dem Gebiet der Town oder grenzen an. Im Norden der Little Pond und The Narrows Pond, im Süden und Osten der Long Pond und der Great Pond. Die Oberfläche ist hügelig, der 324 m hohe Martin Hill ist die höchste Erhebung.

### Nachbargemeinden
Alle Entfernungen sind als Luftlinien zwischen den offiziellen Koordinaten der Orte aus der Volkszählung 2010 angegeben.
- Norden: Mercer, Somerset County, 3,3 km
- Nordosten: Smithfield, Somerset County, 10,7 km
- Südosten: Belgrade, 6,4 km
- Süden: Mount Vernon, 8,5 km
- Westen: Vienna, 11,9 km
- Nordwesten: New Sharon, Franklin County, 12,3 km

### Stadtgliederung
In Rome gibt es drei Siedlungsgebiete: Jamaica Point, Rome und Rome Corner.

### Klima
Die mittlere Durchschnittstemperatur in Rome liegt zwischen −7,2 °C (19 °Fahrenheit) im Januar und 20,6 °C (69 °Fahrenheit) im Juli. Damit ist der Ort gegenüber dem langjährigen Mittel der USA um etwa sechs Grad kühler. Die Schneefälle zwischen Oktober und Mai liegen mit bis zu zweieinhalb Metern mehr als doppelt so hoch wie die mittlere Schneehöhe in den USA; die tägliche Sonnenscheindauer liegt am unteren Rand des Wertespektrums der USA.

## Geschichte
Die Besiedlung von Rome startete um 1780. Zunächst wurde das Gebiet West Pond Plantation genannt, aber bereits bei der Organisation als Town im Jahr 1804 wurde der Name in Rome geändert.
Das Gebiet gehörte zum Kennebec Purchase von Gouverneur Bradfords Plymouth Plantation in Massachusetts. Im Jahr 1814 wurde Land an Mount Vernon abgegeben, 1815 und 1840 an Vienna und an Belgrade in den Jahren 1845 und 1897.

### Einwohnerentwicklung
| Volkszählungsergebnisse – Town of Rome, Maine | Volkszählungsergebnisse – Town of Rome, Maine | Volkszählungsergebnisse – Town of Rome, Maine | Volkszählungsergebnisse – Town of Rome, Maine | Volkszählungsergebnisse – Town of Rome, Maine | Volkszählungsergebnisse – Town of Rome, Maine | Volkszählungsergebnisse – Town of Rome, Maine | Volkszählungsergebnisse – Town of Rome, Maine | Volkszählungsergebnisse – Town of Rome, Maine | Volkszählungsergebnisse – Town of Rome, Maine | Volkszählungsergebnisse – Town of Rome, Maine |
| Jahr                                          | 1800                                          | 1810                                          | 1820                                          | 1830                                          | 1840                                          | 1850                                          | 1860                                          | 1870                                          | 1880                                          | 1890                                          |
| --------------------------------------------- | --------------------------------------------- | --------------------------------------------- | --------------------------------------------- | --------------------------------------------- | --------------------------------------------- | --------------------------------------------- | --------------------------------------------- | --------------------------------------------- | --------------------------------------------- | --------------------------------------------- |
| Einwohner                                     |                                               | 585                                           | 533                                           | 883                                           | 987                                           | 830                                           | 864                                           | 725                                           | 606                                           | 500                                           |
| Jahr                                          | 1900                                          | 1910                                          | 1920                                          | 1930                                          | 1940                                          | 1950                                          | 1960                                          | 1970                                          | 1980                                          | 1990                                          |
| Einwohner                                     | 420                                           | 440                                           | 436                                           | 398                                           | 418                                           | 420                                           | 367                                           | 362                                           | 627                                           | 758                                           |
| Jahr                                          | 2000                                          | 2010                                          | 2020                                          | 2030                                          | 2040                                          | 2050                                          | 2060                                          | 2070                                          | 2080                                          | 2090                                          |
| Einwohner                                     | 980                                           | 1010                                          | 1148                                          |                                               |                                               |                                               |                                               |                                               |                                               |                                               |

## Wirtschaft und Infrastruktur

### Verkehr
Die Maine State Route 27 verläuft in nordsüdlicher Richtung durch Rome und verbindet Rome im Süden mit Belgrade und im Norden mit New Sharon. Von ihr zweigt in östliche Richtung die Maine State Route 225 nach Smithfield ab.

### Öffentliche Einrichtungen
Es gibt keine medizinischen Einrichtungen oder Krankenhäuser in Rome. Die nächstgelegenen befinden sich in Waterville.
In Rome gibt es keine öffentliche Bücherei. Die nächstgelegene befindet sich in Belgrade.

### Bildung
Rome gehört mit Belgrade, China, Oakland und Sidney zum Messalonskee School District.
Im Schulbezirk werden folgende Schulen angeboten:
- Belgrade Central in Belgrade, mit Schulklassen von Pre-Kindergarten bis zum 5. Schuljahr
- China Primary in China, mit Schulklassen von Pre-Kindergarten bis zum 4. Schuljahr
- China Middle in China, mit Schulklassen vom 5. bis zum 8. Schuljahr
- James H. Bean in Sidney, mit Schulklassen von Pre-Kindergarten bis zum 5. Schuljahr
- Atwood Primary in Oakland, mit Schulklassen von Kindergarten bis zum 2. Schuljahr
- Williams Elementary in Oakland, mit Schulklassen vom 3. bis zum 5. Schuljahr
- Messalonskee Middle in Oakland
- Messalonskee High in Oakland